# Helix (Oregon)
Helix is een plaats (city) in de Amerikaanse staat Oregon, en valt bestuurlijk gezien onder Umatilla County.

## Demografie
Bij de volkstelling in 2000 werd het aantal inwoners vastgesteld op 183. In 2006 is het aantal inwoners door het United States Census Bureau geschat op 182, een daling van 1 (-0,5%).

## Geografie
Volgens het United States Census Bureau beslaat de plaats een oppervlakte van 0,3 km², geheel bestaande uit land. Helix ligt op ongeveer 534 m boven zeeniveau.

## Plaatsen in de nabije omgeving
De onderstaande figuur toont nabijgelegen plaatsen in een straal van 24 km rond Helix.